# Loulay
Loulay é uma comuna francesa na região administrativa da Nova Aquitânia, no departamento de Charente-Maritime. Estende-se por uma área de 7,3 km². Em 2010 a comuna tinha 768 habitantes (densidade: 105,2 hab./km²).